# Dzierżązna (Groot-Polen)
Dzierżązna is een plaats in het Poolse district  Turecki, woiwodschap Groot-Polen. De plaats maakt deel uit van de gemeente Turek en telt 168 inwoners.